# Bernard Collomb
Niçois Bernard Collomb-Clerc, francoski dirkač Formule 1, * 7. oktober 1930, Annecy, Francija, † 19. september 2011, La Colle sur Loup.
Bernard Collomb je upokojeni francoski dirkač Formule 1. Debitiral je v sezoni 1961, ko je nastopil na dveh dirkah in obakrat odstopil. Odstopil je tudi na dirki za Veliko nagrado Nemčije v naslednji sezoni 1962. V sezoni 1963 je na dirki za Veliko nagrado Nemčije dosegel edino uvrstitev v karieri, deseto mesto. Zadnjič je v Formuli 1 nastopil na dirki za Veliko nagrado Monaka, kjer pa se mu ni uspelo kvalificirati na dirko.

## Popolni rezultati Formule 1
(legenda) (odebeljene dirke pomenijo najboljši štartni položaj, poševne pa najhitrejši krog, †-uvrščen kljub odstopu)
| Leto | Moštvo          | Šasija     | Motor             | 1       | 2   | 3   | 4       | 5  | 6       | 7   | 8   | 9   | 10  | Prv | Toč |
| ---- | --------------- | ---------- | ----------------- | ------- | --- | --- | ------- | -- | ------- | --- | --- | --- | --- | --- | --- |
| 1961 | Bernard Collomb | Cooper T53 | Climax Straight-4 | MON     | NIZ | BEL | FRA Ret | VB | NEM Ret | ITA | ZDA |     |     | -   | 0   |
| 1962 | Bernard Collomb | Cooper T53 | Climax Straight-4 | NIZ     | MON | BEL | FRA     | VB | NEM Ret | ITA | ZDA | JAR |     | -   | 0   |
| 1963 | Bernard Collomb | Lotus 24   | Climax V8         | MON DNQ | BEL | NIZ | FRA     | VB | NEM 10  | ITA | ZDA | MEH | JAR | -   | 0   |
| 1964 | Bernard Collomb | Lotus 24   | Climax V8         | MON DNQ | NIZ | BEL | FRA     | VB | NEM     | AVT | ITA | ZDA | MEH | -   | 0   |